# 福島ファイヤーボンズ
福島ファイヤーボンズ（ふくしまファイヤーボンズ、英: Fukushima Firebonds）は、福島県郡山市をホームタウンとするプロバスケットボールチーム。福島県初のプロバスケットボールクラブである。運営法人は福島スポーツエンタテインメント株式会社。2013年に創設され、現在はB2リーグの東地区に所属している。

## 概要
東日本大震災の際、外で遊べなくなった子どもたちの運動不足解消のためにはじまったバスケットボール教室がきっかけとなり、2013年5月に正式にチームとして発足した。
運営会社「福島スポーツエンタテインメント」は、郡山市で専門学校を運営する「FSGカレッジリーグ」が中心となって設立された。
チーム名「ファイヤーボンズ」は、燃え上がる闘志「ファイヤー」と「絆」、「結束」を意味する英単語"Bonds"「ボンズ」に由来する。また、チームカラーのフクシャパープルは、「福島の幸せ」から連想したフクシアの花の色である。崇高で高貴な色として、バスケットボールにおいて皇帝のように君臨できるように、という願いを込めている。
チームロゴは、熱い闘志と躍動感をバスケットボールで表現し、炎の部分には福島県とファイヤーの頭文字「F」を落とし込んでいる。

### ユニフォームサプライヤー
- 2014年 - 2020年：ブル・ファイト
- 2020年 - 2022年：ドーム（アンダーアーマー）[8]
- 2022年 - 現在：FUUP（フープ）[9]

### 歴代ユニフォーム
| HOME      | HOME      | HOME      | HOME      | HOME      |
| --------- | --------- | --------- | --------- | --------- |
| 2017 - 18 | 2018 - 19 | 2019 - 20 | 2020 - 22 | 2022 - 23 |
| 2023 - 24 | 2024 - 25 | 2025 - 26 |           |           |
|           |           |           |           |           |

| AWAY      | AWAY      | AWAY      | AWAY      | AWAY      |
| --------- | --------- | --------- | --------- | --------- |
| 2017 - 18 | 2018 - 19 | 2019 - 20 | 2020 - 22 | 2022 - 23 |
| 2023 - 24 | 2024 - 25 | 2025 - 26 |           |           |
|           |           |           |           |           |

| Other         | Other                          | Other                             | Other                             | Other                             |
| ------------- | ------------------------------ | --------------------------------- | --------------------------------- | --------------------------------- |
| 2019 - 20 3rd | 2021 - 22 3rd #BONDS UP 赤ぺこ | 2022 - 23 3rd BONDS UP DAY 赤ぺこ | 2023 - 24 3rd BONDS UP DAY 赤ぺこ | 2024 - 25 3rd BONDS UP DAY 赤ぺこ |
|               |                                |                                   |                                   |                                   |

2024-25シーズンは、クラブ史上初となるピンストライプが採用された。

### ユニフォームスポンサー（2024-25シーズン）
- 前面：福島民報社（左肩）、ニラク（中央）
- 背面：美元（背番号上部、「REDEN」明記）
- パンツ：金田建設（右前上）、I＆Iグループ（右前中央）、あるふぁくらぶ（右前下）、矢田工業（左前上）、郡山健康科学専門学校（左前中央）、笑顔道整骨院（左前下）、東北装美（右後ろ）、福興産業（左後ろ上）、トーテック（左後ろ中央）、平成工業（左後ろ下）

### マスコット
- ボンズくん[2][1]

2014年6月27日に披露された。福島県の鳥「キビタキ」をモチーフにしている。

### チアダンスチーム
- Ray-Glitters（レイ・グリッターズ）

チーム名は、きらめき・輝きを持ち、光を放つ存在として、勝利と未来に輝きをもたらす、という思いが込めている。ホームゲームでのパフォーマンスを始め、県内プロスポーツ、地域イベントなど、活動内容は多岐にわたる。

### 音楽
- チームカラーにちなんで、八神純子の「パープルタウン」がホームゲームでの応援歌になっている[14]。
- サンボマスターの「ロックンロール イズ ノットデッド」は2020-21シーズンの公式サポートソングに選ばれ、チームPVもつくられた[14]。
- 試合会場では福島県出身メンバーにより結成された猪苗代湖ズの「I love you & I need you ふくしま」が流れる[14]。

### ホームアリーナ
B.LEAGUE加入時、本拠地となる市町村やホームアリーナを設定する規定が設けられたことから、福島は郡山総合体育館をホームアリーナに設定している。郡山総合体育館は2016-17シーズン時点での収容可能人数が3800人であり、B1基準となる5000人を満たしていないが、郡山市などと共に5000人収容できるよう整備する計画をリーグに示している。
その後、同体育館にて新しいB1基準への対応に向けた改修工事を、2024年3月から2025年3月末の間に行った。観客席増設や体育館の床の更新、4面大型ビジョンの新設などが進められた。なお、改修工事に伴い、2024-25シーズンは須賀川市の円谷幸吉メモリアルアリーナをホームアリーナとし、福島市、いわき市、田村市でも試合を開催した。

#### B.LEAGUE
以下はBリーグ加盟以後の統計。
| 年度    | 参加 クラス | ホーム ゲーム数 | 郡山   | その他                                             |
| 2016-17 | B2          | 30              | 22     | 福島4 白河2 猪苗代2                                |
| 2017-18 | B2          | 30              | 18     | 福島6 いわき4 あいづ2                              |
| 2018-19 | B2          | 30              | 18     | 福島4 あいづ4 白河2 田村2                          |
| 2019-20 | B2          | 24(30)          | 14(18) | 福島2(4) 白河2 猪苗代2 あいづ2 いわき2(0) 田村0(2) |
| 2020-21 | B2          | 30              | 19(18) | あづま4 いわき2 猪苗代2(0) 福島1(4) 田村0(2)       |
| 2021-22 | B2          | 27(30)          | 12(19) | 福島5 田村3(2) いわき2 ならは2 あづま2(0) 古殿1(0) |
| 2022-23 | B2          | 30              | 24     | 福島4 あいづ2                                      |
| 2023-24 | B2          | 30              | 13     | 須賀川11 福島2 あいづ2 あづま2                     |
| 2024-25 | B2          | 30              | 2      | 須賀川16 あづま8 いわき2 田村2                     |

凡例
郡山-郡山総合体育館 (2018.1から「宝来屋郡山総合体育館」)
福島-福島市国体記念体育館（2019.6から「福島トヨタクラウンアリーナ」）
白河-白河市中央体育館
猪苗代-猪苗代町総合体育館（カメリーナ）
いわき-いわき市立総合体育館
あいづ-あいづ総合体育館
田村-田村市総合体育館
あづま-福島県営あづま総合体育館
ならは-ならはスカイアリーナ
古殿-古殿町民体育館（やぶさめアリーナ）
須賀川-円谷幸吉メモリアルアリーナ
括弧内は開催予定だった試合数

## 歴史
2013年5月にbjリーグの参入が認可され、同年12月にチーム名「ファイヤーボンズ」とチームカラー「フクシャパープル」を、2014年2月にチームロゴを発表した。

### bjリーグ

#### 2014-15シーズン
2014年6月、初代ヘッドコーチ（HC）に祖父母が会津若松市出身である藤田弘輝が就任。bjリーグドラフト会議では菅野翔太と増子匠の2名を指名した。
9月、岩手ビッグブルズとのプレシーズンゲーム（田村市）に日本人選手7人、外国籍選手4人の計11人で臨んだが67-82で敗れた。その後、外国籍選手2人がリーグの定めるメディカルチェックを通過できず、リーグ規定の選手数10人に1人足りない状態になったため
、蛯名善仁とエドワード・モリスを獲得した。
シーズン開幕後の序盤は8連敗を喫するなど下位に低迷したが徐々に順位をあげ、最終的に東地区7位(12チーム)でプレイオフに進出した。プレイオフ・ファーストラウンドではアウェイで2位の岩手と対戦し、2連敗で敗退した。

#### 2015-16シーズン
藤田体制の2季目。ジョセフ・テイラー、ルブライアン・ナッシュらが新加入。
横浜との開幕戦（横浜文化体育館）は88-96で敗れたが次戦から5連勝を記録した。2015年内の成績は14勝10敗で東地区5位(12チーム)。最終成績は30勝22敗で東地区12チーム中6位でプレイオフに進出した。プレイオフ1回戦は秋田県立体育館で東地区3位の秋田に2連敗して敗退が決定した。

### B.LEAGUE

#### 2016-17シーズン（B2東地区）
Bリーグが発足し、B2リーグ東地区所属となった。前福岡HCの森山知広が新HCに就任。ナイジェル・スパイクスらが新加入。シーズン途中にテレンス・シャノンが2季ぶりに復帰。
開幕はアウェイで岩手に連勝スタート。11月から12月にかけて5連勝と6連勝を記録し、2位に浮上した。4月、B1ライセンスが交付され、成績次第ではB1昇格が可能となったが、シーズン後半に失速して30勝30敗で東地区6チーム中3位でプレーオフ進出を逃した。

#### 2017-18シーズン（B2東地区）
森山体制2季目。ソロモン・アラビ、ディオン・ジョーンズ、ジャレッド・ショウらが新加入。
9月、茨城とのプレシーズンゲーム（日立市池の川さくらアリーナ）は72-76で惜敗。「B.LEAGUE 東北アーリーカップ2017」（山形市総合スポーツセンター）は1回戦で仙台に67-79。5-6位決定戦で青森に83-67。
シーズンは2月と5月に7連勝を記録。38勝22敗で東地区6チーム中2位で終えた。

#### 2018-19シーズン（B2東地区）
森山体制3季目。27勝33敗で東地区6チーム中4位で終えた。

#### 2019-20シーズン（B2東地区）
2020年4月1日付でマネジメントコンサルの識学が福島スポーツエンタテインメントの株式56.4％を取得したことにより識学の子会社となった。森山体制4シーズン目。3月に新型コロナウイルス感染拡大の影響によりシーズン打ち切りとなるまでの成績は16勝31敗で、東地区6チーム中5位となった。

#### 2020-21シーズン（B2東地区）
コロナ禍の影響で今シーズンより東西2地区制となる。森山体制の5季目。菅野翔太、友利健哉が3シーズンぶりに復帰した。シーズン中盤に7連敗と9連敗を喫した。4月に5連勝して巻き返したが、27勝31敗で東地区8チーム中6位（リーグ全体10位）となり、プレイオフ進出を逃した。

#### 2021-22シーズン（B2東地区）
森山体制の6季目。今シーズンより森山はゼネラルマネージャー（GM）も兼任する。ジェイソン・ウォッシュバーンや市岡ショーン、長谷川智伸、橋本尚明などを補強した。
開幕戦で勝利したのち12月中旬まで1度も連敗せず勝ち星を積み重ね、シーズン中盤に6連勝と9連勝を1度ずつ記録して上位をキープした。レギュラーシーズン成績は4シーズンぶりの勝ち越しとなる34勝18敗で東地区3位（全体6位）となり、初のB2プレーオフ進出が決定した。東地区3位の仙台とのプレーオフ・クォーターファイナルでは第2戦に勝利したが、通算1勝2敗で敗退した。

#### 2022-23シーズン（B2東地区）
6年間指揮したヘッドコーチの森山が西宮のHCに就任したため、発足2年目からアシスタントコーチ(AC)として携わっていた佐野公俊がHCに就任した。
28勝32敗で東地区4位となり、2季連続のプレーオフ進出を決めたが、準々決勝で敗退した。
ホーム戦の平均入場者数は1567人、スポンサー企業は416社になり、売上高は過去最多の5億5千万円となった。
シーズン後、佐野HCが退任した。また、クラブ創設時から在籍し主将をつとめた村上慎也が退団した。

#### 2023-24シーズン（B2東地区）
実質的な指揮官としてメキシコ出身で、2023年4月から1ヶ月間にわたり、チームのアシスタントコーチを務めたエンリケ・スニガがスーパーバイジングヘッドコーチ(SVHC)として、新ヘッドコーチには2022年にベトナム女子代表ヘッドコーチをつとめたエリック・ウェイスリングが就任した。12月下旬に成績不振のためスニガSVHCは解任され、ACだった栗原貴宏がHCに昇格した。ウェイスリングHCはACとなった。
シーズンスローガンは「シンカする」。主将は田渡凌、副主将は菅野翔太がつとめた。開幕前にエリック・マーフィーがけがのため退団した。今季加入選手のうち、ロバート・ボリックは本人の意向のため早々に退団したが、ラポラス・アイヴァナーカスやテレンス・キングが活躍した。
24勝36敗で東地区7チーム中5位でプレーオフ進出を逃しB2残留となった。
ホーム戦の平均入場者数は過去最多の2140人になった。スポンサー数が515社に増え、売上高は過去最高の8億1266万円で、5期ぶりに黒字となった。

#### 2024-25シーズン（B2東地区）
ハンガリー代表のミカエル・ホプキンス、笠井康平、伊集貴也らが新たに加入し、主将は林翔太郎、副主将は田渡と笠井がつとめた。シーズンスローガンは「成る」。

## 成績

### B.LEAGUE

#### 東北カップ
- 2016年　3位
- 2017年　5位[31]
- 2018年　6位
- 2019年　4位
- 2020年　中止
- 2021年　5位[62]
- 2022年　5位[62]
- 2023年　3位[62][63]
- 2024年　5位[61][62]

### 過去のリーグ戦

#### bjリーグ
| シーズン | レギュラーシーズン | レギュラーシーズン | レギュラーシーズン | レギュラーシーズン | レギュラーシーズン | レギュラーシーズン | レギュラーシーズン | レギュラーシーズン | プレイオフ結果 | HC       | 備考           |
| シーズン | 勝                 | 敗                 | 勝率               | ゲーム差           | 得点               | 失点               | 得失点差           | 順位               | プレイオフ結果 | HC       | 備考           |
| -------- | ------------------ | ------------------ | ------------------ | ------------------ | ------------------ | ------------------ | ------------------ | ------------------ | -------------- | -------- | -------------- |
| 2014-15  | 21                 | 31                 | .404               | 20.0               | 77.9               | 83.1               | -5.2               | 東7位              | 1回戦敗退      | 藤田弘輝 | 参入初シーズン |
| 2015-16  | 30                 | 22                 | .577               | 9.0                | 82.8               | 79.2               | +3.6               | 東6位              | 1回戦敗退      | 藤田弘輝 |                |

その他の試合
- 東北カップ
  - 2014-15シーズン : 5位
  - 2015-16シーズン : 1位

### 天皇杯
- 2013-14 第89回 出場せず
- 2014-15 第90回 出場せず
- 2015-16 第91回 出場せず
- 2016-17 第92回 出場せず
- 2017-18 第93回 3次ラウンド敗退[64] vs滋賀レイクスターズ　61-89
- 2018-19 第94回 出場せず[65]
- 2019-20 第95回 出場せず[66]
- 2020-21 第96回 出場せず[67]
- 2021-22 第97回 3次ラウンド敗退[68][69] vsレバンガ北海道 76-92
- 2022-23 第98回 3次ラウンド敗退[70] vs岩手ビッグブルズ　72-75
- 2023-24 第99回 2次ラウンド敗退[71] vs名古屋ダイヤモンドドルフィンズ　77-100
- 2024-25 第100回 2次ラウンド敗退[72] vs島根スサノオマジック　57-87

### 観客動員記録
| シーズン | 自治体                 | アリーナ                 | 座席数                 | ホームゲーム観客数 | ホームゲーム観客数 | ホームゲーム観客数 | ホームゲーム観客数 | ホームゲーム観客数 | ホームゲーム観客数 |
| シーズン | 自治体                 | アリーナ                 | 座席数                 | 試合数             | 合計               | 平均               | 最大               | 最小               |                    |
| 2014-15  | 郡山市                 | 郡山総合体育館           | 席                     | 8                  | ---人              | ---人              | ---人              | ---人              |                    |
| 2014-15  | 猪苗代町               | 猪苗代町総合体育館       | 席                     | 6                  | ---人              | ---人              | ---人              | ---人              |                    |
| 2014-15  | 須賀川市               | 須賀川アリーナ           | 席                     | 4                  | ---人              | ---人              | ---人              | ---人              |                    |
| 2014-15  | 会津若松市             | あいづ総合体育館         | 席                     | 2                  | ---人              | ---人              | ---人              | ---人              |                    |
| 2014-15  | 福島市                 | 福島市国体記念体育館     | 席                     | 2                  | ---人              | ---人              | ---人              | ---人              |                    |
| 2014-15  | いわき市               | いわき市立総合体育館     | 席                     | 2                  | ---人              | ---人              | ---人              | ---人              |                    |
| 2014-15  | 白河市                 | 白河中央体育館           | 席                     | 2                  | ---人              | ---人              | ---人              | ---人              |                    |
| 2014-15  | レギュラーシーズン合計 | レギュラーシーズン合計   | レギュラーシーズン合計 | 26                 | ---人              | ---人              | ---人              | ---人              |                    |
| 2015-16  | 郡山市                 | 郡山総合体育館           | 席                     | 8                  | 15,160人           | 1,895人            | 2,562人            | 996人              |                    |
| 2015-16  | 猪苗代町               | 猪苗代町総合体育館       | 席                     | 2                  | 1,922人            | 961人              | 1,036人            | 886人              |                    |
| 2015-16  | 須賀川市               | 須賀川アリーナ           | 席                     | 4                  | 5,650人            | 1,413人            | 1,837人            | 995人              |                    |
| 2015-16  | 会津若松市             | あいづ総合体育館         | 席                     | 4                  | 4,620人            | 1,155人            | 1,413人            | 782人              |                    |
| 2015-16  | 福島市                 | 福島市国体記念体育館     | 席                     | 2                  | 3,485人            | 1,743人            | 1,812人            | 1,637人            |                    |
| 2015-16  | 福島市                 | 福島県営あづま総合体育館 | 席                     | 2                  | 2,853人            | 1,427人            | 1,827人            | 1,026人            |                    |
| 2015-16  | いわき市               | いわき市立総合体育館     | 席                     | 2                  | 2,658人            | 1,329人            | 1,516人            | 1,142人            |                    |
| 2015-16  | 白河市                 | 白河中央体育館           | 席                     | 2                  | 2,708人            | 1,354人            | 1,431人            | 1,277人            |                    |
| 2015-16  | レギュラーシーズン合計 | レギュラーシーズン合計   | レギュラーシーズン合計 | 26                 | 39,056人           | 1,502人            | 2,562人            | 782人              |                    |

## 選手とスタッフ

### 現行ロースター

#### 歴代ヘッドコーチ
- 藤田弘輝(2014-2016)
- 森山知広(2016-2022)
- 佐野公俊(2022-2023)
- エンリケ・スニガ(2023) - スーパーバイジングヘッドコーチ(SVHC)
- エリック・ウェイスリング(2023)
- 栗原貴宏(2023- )

#### 過去に所属していた選手
| - 蛯名善仁(2014) - 増子匠(2014-15) - 翁長明弘(2014-15) - 新里智将(2014-15) - 狩俣昌也(2014-16) - 野上淳史(2014-18) - 村上慎也(2014-23) | - テレンス・シャノン(2014-15) - バーデル・ジョーンズ3世(2014-15) - エドワード・モリス(2014-15) - ジェームズ・ヒューズ(2014-15) - ジョセフ・テイラー(2015-2016) - ルブライアン・ナッシュ(2015-16) - スティーブン・バン・トリース(2015-16) - ビンゴ・メリエックス(2016) - ナイジェル・スパイクス(2016-17) - シャヒード・デイビス(2019-) |

### 参照
1. 1 2 3   福島ファイヤーボンズ, B.LEAGUE公式サイト 2021年2月9日閲覧。
2. 1 2 3 4 5 6 7 8 9 10 11 12 13 14 15   福島ファイヤーボンズ チーム紹介, 公式サイト 2021年2月9日閲覧。
3. 1 2 3 4 5 6 7 8 9   会社概要, 公式サイト 2021年2月9日閲覧。
4. ↑  “#1 発足のきっかけは「子どもの健康」福島ファイヤーボンズが見据えるもの”.   ココ カラ こおりやま！ (2022年11月10日). 2024年4月29日閲覧。
5. ↑  “福島県初のプロバスケチーム名を公募　来秋、bjリーグに参戦”. 福島みんなのNEWS (福島県郡山市: 情報ネットワーク・リベラ) 2013年12月6日閲覧。
6. 1 2  “bjリーグのチーム名決定”.   NHK福島放送局. 2013年12月6日時点のオリジナルよりアーカイブ。2024年10月8日閲覧。
7. ↑  “来シーズンよりbjリーグに参入する福島県初のプロバスケットボールチーム、チーム名は「福島ファイヤーボンズ」に決定”.   @Press News (2013年12月10日). 2014年6月6日閲覧。
8. ↑  『ユニフォームサプライヤー決定のお知らせ』（プレスリリース）公式サイト、2020年6月30日。2020年7月19日閲覧。
9. ↑  『2022-23シーズン ユニフォームデザインの発表＆オリジナルスポーツブランド立ち上げのお知らせ』（プレスリリース）公式サイト、2022年6月30日。2022年7月18日閲覧。
10. ↑  “2024-25シーズン ユニフォームデザイン決定及びオーセンティックユニフォーム受注販売のお知らせ”.   福島ファイヤーボンズ (2024年7月2日). 2024年10月6日閲覧。
11. ↑  “B.LEAGUE 2024-25シーズン ユニフォームパートナー決定のお知らせ”.   福島ファイヤーボンズ (2024年8月27日). 2024年10月6日閲覧。
12. ↑  『オフィシャルキャラクター「ボンズくん」発表！』（プレスリリース）公式サイト、2014年6月27日。2021年2月9日閲覧。
13. ↑   【公式】トップチアリーダーチーム Ray-Glitters, 福島ファイヤーボンズスクール 2021年2月9日閲覧。
14. 1 2 3  “サンボマスター、福島ファイヤーボンズを激熱ライヴで“応炎” OTOTOYライヴレポ”.   OTOTOY (2021年3月2日). 2024年4月29日閲覧。
15. ↑  “「B1」基準クリア　福島ファイヤーボンズ、アリーナ収容増計画提示”. 福島民友. (2017年4月6日).  オリジナルの2017年4月7日時点におけるアーカイブ。
16. 1 2  “郡山総合体育館が新Ｂ1リーグへ対応。アリーナを起点とした新たな「市街地再開発」に結びつく可能性”.   ライフルホームズプレス (2024年3月7日). 2024年10月6日閲覧。
17. ↑  “B2 福島ファイヤーボンズ 須賀川市での開幕戦へ意気込み”.   福島 NEWS WEB. 2024年9月26日時点のオリジナルよりアーカイブ。2024年10月8日閲覧。
18. 1 2  “ボンズ、新体制発表　B1へ「成る」　栗原HC「開幕連勝を」”.   福島民友. 2024年9月27日時点のオリジナルよりアーカイブ。2024年10月8日閲覧。
19. ↑  “福島ファイヤーボンズ、開幕控え意気込み　内堀知事を表敬”.   福島民友. 2024年9月18日時点のオリジナルよりアーカイブ。2024年10月8日閲覧。
20. ↑  “試合時間および試合会場決定のお知らせ”.   福島ファイヤーボンズ (2024年1月4日). 2024年10月6日閲覧。
21. ↑  『2014-2015新規参入チーム決定』（プレスリリース）bjリーグ、2013年5月27日。2013年12月6日閲覧。
22. ↑  bjリーグプレシーズンマッチ　福島ファイヤーボンズ、1回戦敗退(14/09/13) - YouTube
23. ↑  bjリーグ参入の福島ファイヤーボンズ、選手数が規定に満たず(福島14/09/19) - YouTube
24. ↑  “ボンズ、選手10人登録へ　ガード蛯名と契約合意”. 福島民友. (2014年9月30日).  オリジナルの2014年10月14日時点におけるアーカイブ。
25. ↑  『福島ファイヤーボンズ、開幕戦飾れず　延長で力尽きる』（プレスリリース）福島民友、2015年10月4日。オリジナルの2017年9月8日時点におけるアーカイブ。
26. ↑  『ボンズ、２点及ばず仙台に95－97　連勝ストップ』（プレスリリース）福島民友、2015年10月25日。オリジナルの2017年9月8日時点におけるアーカイブ。
27. ↑  『ボンズが年内最終戦で白星　大阪と68－65、５位をキープ』（プレスリリース）福島民友、2015年12月28日。オリジナルの2017年9月8日時点におけるアーカイブ。
28. ↑  『福島ファイヤーボンズ、最終戦飾る　６位でＰＯ秋田戦へ』（プレスリリース）福島民友、2016年4月25日。オリジナルの2017年9月8日時点におけるアーカイブ。
29. ↑  『福島ファイヤーボンズは初戦で逆転負け　敵地で洗礼、ミス目立つ』（プレスリリース）福島民友、2016年5月1日。オリジナルの2017年9月8日時点におけるアーカイブ。
30. ↑  『福島ファイヤーボンズが連敗、ＰＯ敗退　我慢の守備も最終Ｑで乱れ』（プレスリリース）福島民友、2016年5月2日。オリジナルの2017年9月8日時点におけるアーカイブ。
31. 1 2  『シャノン、今季限りで引退　福島ファイヤーボンズ発表』（プレスリリース）福島民友、2017年5月6日。オリジナルの2017年9月7日時点におけるアーカイブ。
32. ↑  "ボンズ、昇格条件満たす　Ｂ１クラブライセンス 宮田社長「課題改善図る」" 福島民報. (2017年4月6日) 2017年4月6日閲覧[リンク切れ]
33. ↑  『福島ファイヤーボンズ、最終戦飾れず　菅野「真のエースに」』（プレスリリース）福島民友、2017年5月9日。オリジナルの2017年9月7日時点におけるアーカイブ。
34. ↑  『福島ファイヤーボンズ「新体制」本格始動　軽快な動きを披露』（プレスリリース）福島民友、2017年7月16日。オリジナルの2017年9月7日時点におけるアーカイブ。
35. ↑  『福島ファイヤーボンズ、アラビと契約合意　リーグ１試合最多得点記録』（プレスリリース）福島民友、2017年8月9日。オリジナルの2017年9月7日時点におけるアーカイブ。
36. ↑  『アメリカ出身・ショウと契約合意　福島ファイヤーボンズ』（プレスリリース）福島民友、2017年9月7日。オリジナルの2017年9月9日時点におけるアーカイブ。
37. ↑  『【試合結果】プレシーズンゲーム2017in日立vs茨城ロボッツ』（プレスリリース）公式サイト、2017年9月4日。2017年9月7日閲覧。
38. ↑  『ジョーンズが27得点の福島、青森を下し5位に決定／東北アーリーカップ』（プレスリリース）バスケットボールキング、2017年9月9日。2017年9月9日閲覧。
39. ↑  識学＜7049＞、プロバスケットB2「福島ファイヤーボンズ」の経営権を取得 M&A速報 2020年3月12日
40. ↑  『福島ファイヤーボンズ、森山HCが続投…昨季は27勝33敗で東地区4位』（プレスリリース）バスケットボールキング、2019年6月20日。2021年2月27日閲覧。
41. ↑  『B.LEAGUE 2019-20シーズン　B1・B2リーグ戦開催について』（プレスリリース）B.LEAGUE公式サイト、2020年3月17日。2021年2月27日閲覧。
42. ↑  『B.LEAGUE 2019-20シーズン リーグ戦試合中止のお知らせ』（プレスリリース）公式サイト、2020年3月17日。2021年2月27日閲覧。
43. ↑  『B.LEAGUE 2020-21シーズン チームスタッフ契約締結（継続）のお知らせ』（プレスリリース）公式サイト、2020年5月18日。2021年2月27日閲覧。
44. ↑  『菅野翔太、3シーズン振りに福島ファイヤーボンズへ復帰』（プレスリリース）バスケットボールキング、2020年6月13日。2021年2月27日閲覧。
45. ↑  『友利健哉、福島ファイヤーボンズに3シーズンぶりの復帰「福島の皆様、ただいま！！」』（プレスリリース）バスケットボールキング、2020年6月24日。2021年2月27日閲覧。
46. ↑  [2021.05.24 B.LEAGUE 2021-22シーズン GM兼ヘッドコーチ契約締結(森山 知広氏)のお知らせ]福島ファイヤーボンズ2021年5月24日
47. 1 2 3  「「これからもボンズに熱い声援を」退団の佐野公俊HC、村上慎也主将」『福島民報』2023年5月25日。オリジナルの2024年4月29日時点におけるアーカイブ。
48. 1 2  「福島ファイヤーボンズ　B１への道◆上◆　主力離脱、チーム一丸」『福島民報』2023年5月20日。オリジナルの2024年5月2日時点におけるアーカイブ。
49. 1 2 3 4 5  「バスケB2【ファイヤーボンズ奮闘の10年】若手が成長、競争意識」『福島民友』2024年4月24日。オリジナルの2024年4月29日時点におけるアーカイブ。
50. 1 2 3  「福島ファイヤーボンズ　B１への道◆下◆　入場者数顕著に増加」『福島民報』2023年5月20日。オリジナルの2024年4月29日時点におけるアーカイブ。
51. 1 2  「バスケB2【ファイヤーボンズ奮闘の10年】攻めの改革、試練多く」『福島民友』2024年4月23日。オリジナルの2024年5月21日時点におけるアーカイブ。
52. ↑  「福島ファイヤーボンズ新ＨＣに栗原氏　バスケ男子Ｂリーグ２部　初の外国籍指揮官との契約解除」『福島民報』2023年12月20日。オリジナルの2024年4月29日時点におけるアーカイブ。
53. 1 2  「Ｂ２福島ファイヤーボンズ、今季スローガンは「シンカする」主将は田渡、副主将は菅野 新体制を発表」『福島民報』2023年8月22日。オリジナルの2024年4月29日時点におけるアーカイブ。
54. ↑  「「来季こそ結果を」ボンズ、郡山でシーズン報告会」『福島民友』2024年4月27日。オリジナルの2024年5月9日時点におけるアーカイブ。
55. 1 2 3  「バスケB2【ファイヤーボンズ奮闘の10年】入場、売上高過去最高」『福島民友』2024年4月25日。オリジナルの2024年5月29日時点におけるアーカイブ。
56. 1 2  “福島ファイヤーボンズ、5期ぶり黒字　ホーム戦の観客数が増加”.   福島民友. 2024年9月30日時点のオリジナルよりアーカイブ。2024年10月8日閲覧。
57. ↑  “B1昇格のラストチャンス　福島ファイヤーボンズがプレースタイル一新へ・福島県”.   日テレNEWS. 2024年10月3日時点のオリジナルよりアーカイブ。2024年10月8日閲覧。
58. ↑  “挑むファイヤーボンズ、たぎる闘志　あすから開幕2連戦　バスケB2”.   福島民友. 2024年10月4日時点のオリジナルよりアーカイブ。2024年10月8日閲覧。
59. ↑  “Ｂ２福島ファイヤーボンズ　B1昇格へ向け林翔太郎主将「常に一歩前進できるチームをつくる」”.   スポーツ報知. 2024年10月4日時点のオリジナルよりアーカイブ。2024年10月8日閲覧。
60. ↑  “2024-25シーズン キャプテン・副キャプテン決定のお知らせ”.   福島ファイヤーボンズ (2024年8月23日). 2024年10月6日閲覧。
61. 1 2  “福島ファイヤーボンズ、初戦敗退　Bリーグ東北カップ”.   福島民友. 2024年9月15日時点のオリジナルよりアーカイブ。2024年10月8日閲覧。
62. 1 2 3 4  “東北カップ2024 バスケ 結果速報”.   スポーツNEWSTAR. 2024年7月18日時点のオリジナルよりアーカイブ。2024年10月8日閲覧。
63. ↑  “第11回 TOHOKU CUP 2023 in FUKUSHIMA”. 2024年10月6日閲覧。
64. ↑  “天皇杯・皇后杯2018”.   JBA. 2024年10月8日閲覧。
65. ↑  “天皇杯・皇后杯2018-19”.   JBA. 2024年10月8日閲覧。
66. ↑  “天皇杯・皇后杯2019-20”.   JBA. 2024年10月8日閲覧。
67. ↑  “天皇杯・皇后杯2020-21”.   JBA. 2024年10月8日閲覧。
68. ↑  “【第97回天皇杯 3次ラウンド DAY1】10/30(土) レバンガ北海道 vs 福島ファイヤーボンズ 試合結果”.   レバンガ北海道. 2024年10月8日閲覧。
69. ↑  “天皇杯・皇后杯2021-22”.   JBA. 2024年10月8日閲覧。
70. ↑  “【試合結果】第98回天皇杯3次ラウンド（10月29日-31日）”.   バスケットボールキング (2022年10月28日). 2024年10月8日閲覧。
71. ↑  “天皇杯・皇后杯2023-24”.   JBA. 2024年10月8日閲覧。
72. ↑  “福島ファイヤーボンズ、初戦敗退　天皇杯バスケ”.   福島民友. 2024年9月22日時点のオリジナルよりアーカイブ。2024年10月8日閲覧。